# Eeriksaare
Eeriksaare – wieś w Estonii, w prowincji Sarema, w gminie Lümanda.